# Charles-Édouard Brown-Séquard
Charles-Édouard Brown-Séquard (ur. 8 kwietnia 1817 w Port Louis, zm. 2 kwietnia 1894 w Sceaux) – francuski lekarz, fizjolog i neurolog. Jako pierwszy opisał zespół, zwany na jego cześć zespołem Browna-Séquarda.

## Życiorys
Jego ojciec – Charles Edward Brown, był pochodzenia irlandzko-amerykańskiego, a matka – Charlotte Séquard, była Francuzką. Do 1878 obywatel maurytyjski, od 1878 roku był obywatelem francuskim. Urodził się po śmierci ojca, który zaginął na morzu. Wyjechał na studia do Paryża i ukończył medycynę. W 1846 roku powrócił na Mauritius z zamiarem praktykowania tam, ale w 1852 roku wyjechał do Stanów Zjednoczonych i przez pewien czas pracował w Medical College of Virginia. Ponownie wyjechał do Paryża,  a w 1859 roku – do Londynu, gdzie zatrudnił się w Państwowym Szpitalu dla Sparaliżowanych i Epileptyków (ang. National Hospital for the Paralysed and Epileptic). Zajmował się wówczas patologią układu nerwowego i wykładał. W 1864 roku znów wyjechał do Stanów Zjednoczonych i został profesorem fizjologii i neuropatologii na Uniwersytecie Harvarda. W 1869 został profesorem na École de Medecine w Paryżu, ale w 1873 roku ponownie opuścił Europę i rozpoczął praktykę w Nowym Jorku. Ostatecznie powrócił do Francji i zastąpił Claude Bernarda na czele katedry medycyny eksperymentalnej Collège de France w 1878 roku. W 1886 roku został członkiem Francuskiej Akademii Nauk. We Francji pozostał do śmierci.

## Prace
- Recherches et expériences sur la physiologie de la moëlle épinière. Thèse de Paris, 1846.
- Recherches sur le rétablissement de l’irritabilité musculaire chez un supplicié treize heures après la mort.
- Résumé de plusieurs mémoires de physiologie expérimentale, lus ou présentés à l’Académie des sciences, dans l’année 1847.
- De la transmission croisée des impressions sensitives par la moelle épinière. Comptes rendus de la Société de biologie 2, ss. 33-44 (1851)
- Experimental researches applied to physiology and pathology. Medical Examiner 8, ss. 481-504 (1852)
- Experimental researches applied to physiology and pathology. New York, 1853.
- Note sur la découverte de quelques-uns des effets de la galvanisation du nerf grand sympathetique au cou. Gazette médicale de Paris, 3 sér., 9, ss. 22-23 (1854)
- Sur les résultats de la section et de la galvanisation du nerf grand sympathetique au cou. Gazette médicale de Paris, 3 sér., 9, ss. 30-32 (1854)
- Deux mémoires sur la physiologie de la moelle épinière. Paris, 1855.
- Examen de la théorie de M. Longet relative à la transmission des impressions sensitives. Paris, 1855.
- Recherches expérimentales sur la transmission croisée des impressions dans la moëlle épinière. Paris, 1855.
- Experimental and clinical researches on the physiology and pathology of the spinal cord and some other parts of the nervous centres. Richmond, Virginia, 1855.
- Recherches expérimentales sur la physiologie et la pathologie des capsules surrénales. Comptes rendus hebdomadaires des séances de l’Académie des sciences 8, ss. 422-425 (1856)
- Recherches expérimentales sur la production d'une affection convulsive épileptiforme, à la suite de lésions de la moëlle épinière. Archives générales de médecine, 5 sér., 7, ss. 143-149 (1856)
- Researches on epilepsy: its artificial production in animals, and its etiology, nature and treatment in man etc. Boston, 1857.
- Course of lectures on the physiology and pathology of the central nervous system. (1860)
- Course of lectures on the physiology and pathology of the central nervous system. Delivered at the R. C. S. of England in May 1858. Philadelphia, 1860.
- Lectures on the diagnosis and treatment of the principal forms of paralysis of the lower extremities. Philadelphia 1861.
- Recherches sur la transmission des impressions de tact, de chatouillement, de doleur, de tmpérature et de contraction (sens musculaire) dans la moëlle épinière. Journal de physiologie 6: 124-125, 232-248, 581-646 (1863)
- Leçons sur le diagnostic et le traitement des principales formes de paralysie des membres inférieurs (1864)
- Advice to students: an address delivered at the opening of the medical lectures of Harvard University, Nov. 7, 1866. Cambridge, Wilson, 1867.
- Lectures on the diagnosis and treatment of functional nervous affections. Philadelphia, 1868
- Leçons sur les nerfs vaso-moteurs, sur l'épilepsie et sur les actions réflexes normales et morbides. (1872)
- Dual character of the brain. Delivered April 22, 1874. Washington, 1877.
- Two letters on convulsions and paralysis as affects of disease of the base of the brain. Philadelphia, 1878.
- Expérience démontrant la puissance dynamogénique chez l'homme d'un liquide extrait de testicule d'animaux. Archives de physiologie normale et pathologique, 5, sér. 1: 651-658 (1889)
- Notice sur les travaux scientifiques de C. E. Brown-Séquard. Paris, Masson, 1883.